# Норт Кансас Сити (Мисури)
Норт Кансас Сити (енгл. North Kansas City) град је у америчкој савезној држави Мисури.

## Демографија
По попису из 2010. године број становника је 4.208, што је 506 (-10,7%) становника мање него 2000. године.
| Група             | 2000.         | 2010.         |
| Белци             | 3.673 (77,9%) | 3.007 (71,5%) |
| Афроамериканци    | 187 (4,0%)    | 452 (10,7%)   |
| Азијати           | 202 (4,3%)    | 140 (3,3%)    |
| Хиспаноамериканци | 398 (8,4%)    | 485 (11,5%)   |
| Укупно            | 4.714         | 4.208         |